# جائزة أيطاليا الكبرى 1932
جائزة أيطاليا الكبرى 1932 (بالإنجليزية: 1932 Italian Grand Prix)‏ هو سباق فورمولا 1 أقيم بتاريخ 5 يونيو 1932 في حلبة مونزا، إيطاليا. كان الأول من أصل 3 في بطولة العالم لسباقات الفورمولا واحد موسم 1932.